# Association Sportive des Douanes de Lomé
|  | No s'ha de confondre amb Association Sportive Douanes, Association Sportive des Douanes, Association Sportive des Douanes de Lomé, o AS des Douanes de Niamey. |

L'Association Sportive des Douanes de Lomé és un club de futbol togolès de la ciutat de Lomé. Juga els seus partits a l'Stade Agoè-Nyivé.

## Palmarès
- Lliga togolesa de futbol:[2]
  - 2002, 2005
- Copa togolesa de futbol:[3]
  - 2004

## Jugadors destacats
- Albert Batsa